# Меден
Меден (нід. Meeden) — село в нідерландській провінції Гронінген. Входить до муніципалітету Мідден-Гронінген.
Його площа становить 17,93км², а населення станом на 2021 рік складало 1 705 осіб.
Перша згадка про населений пункт датується 1391 роком.
До 2019 року мало статус окремого муніципалітету.

## Галерея

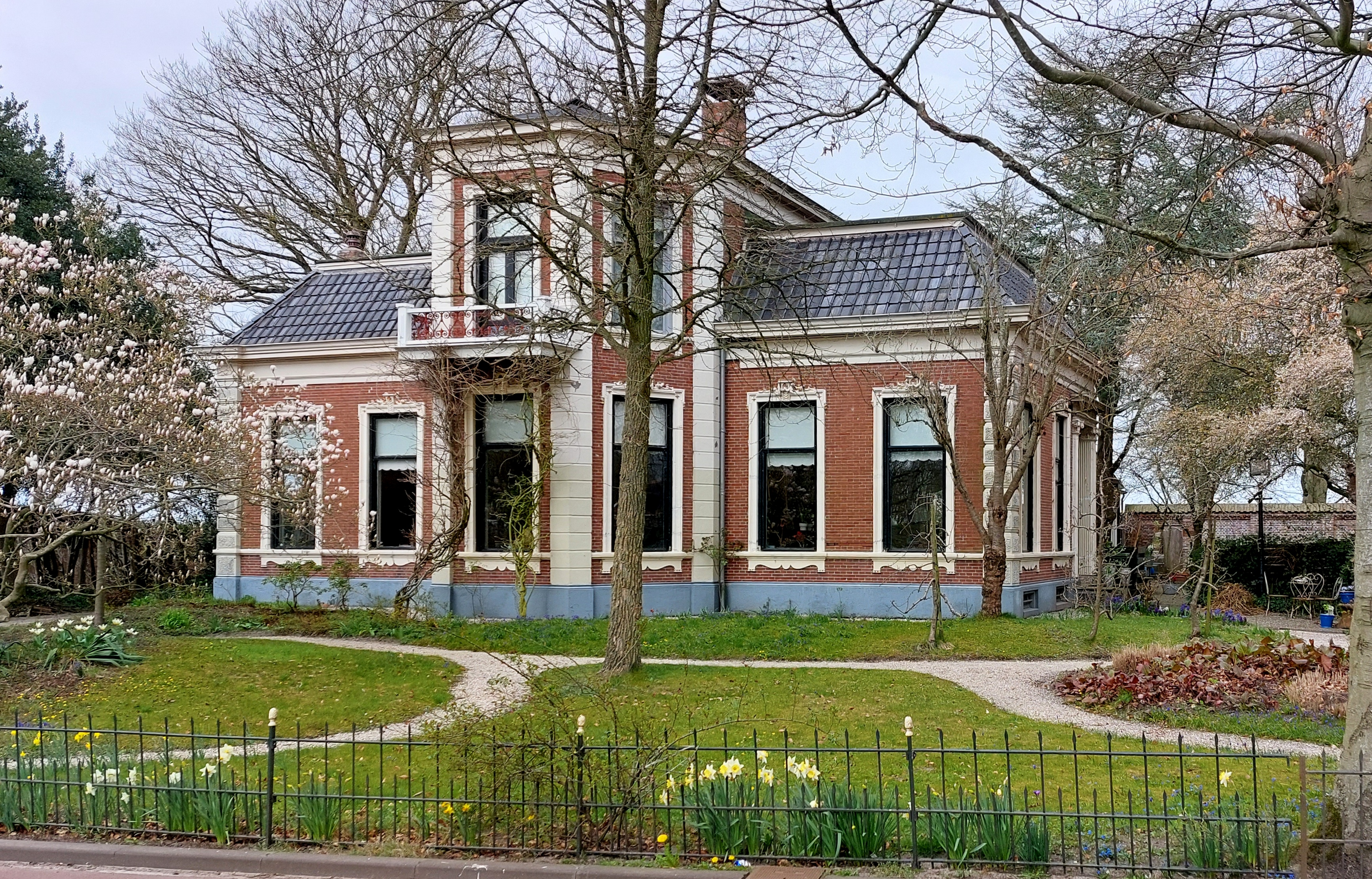
Вілла в Медені
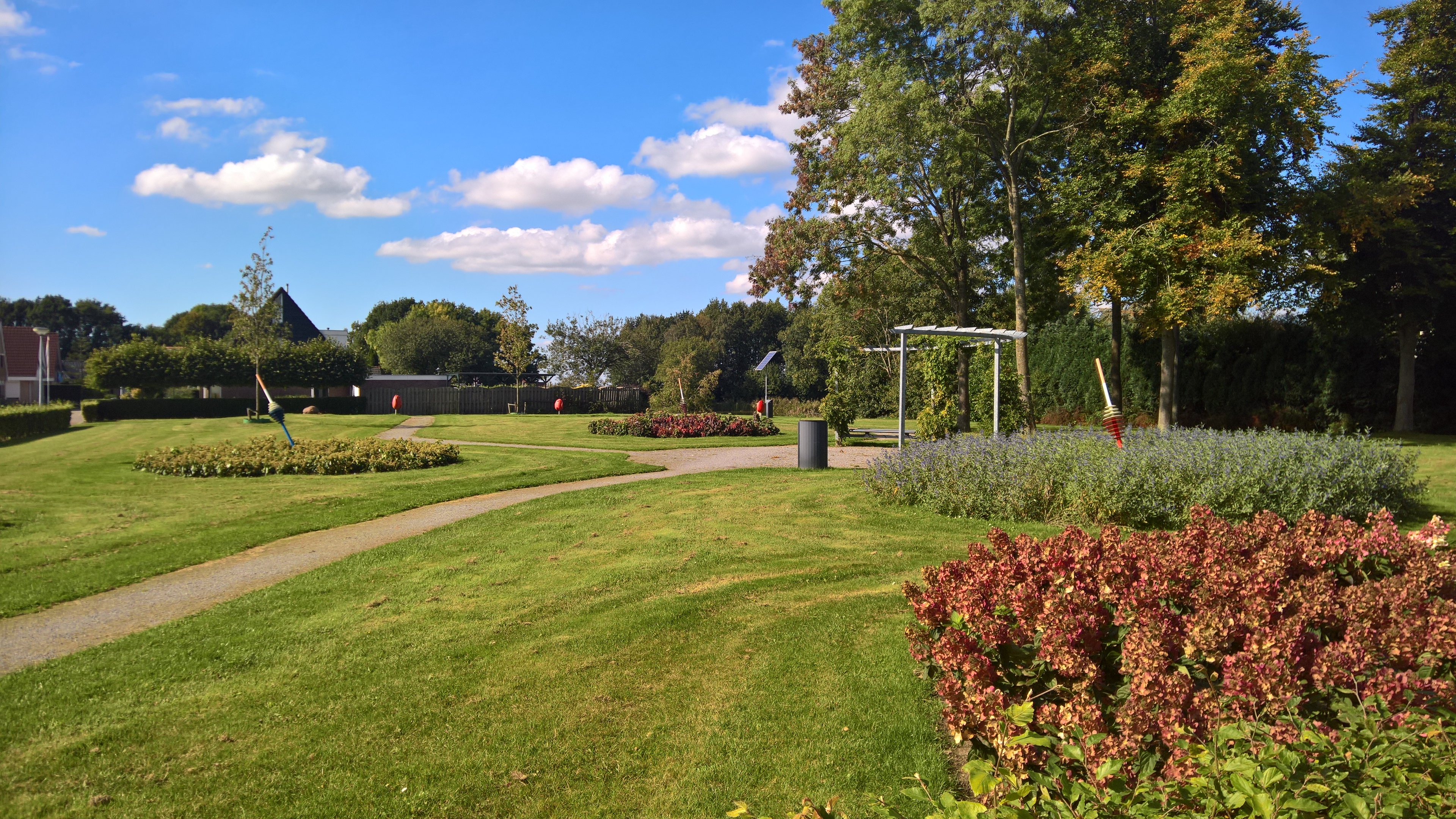
Сільський парк
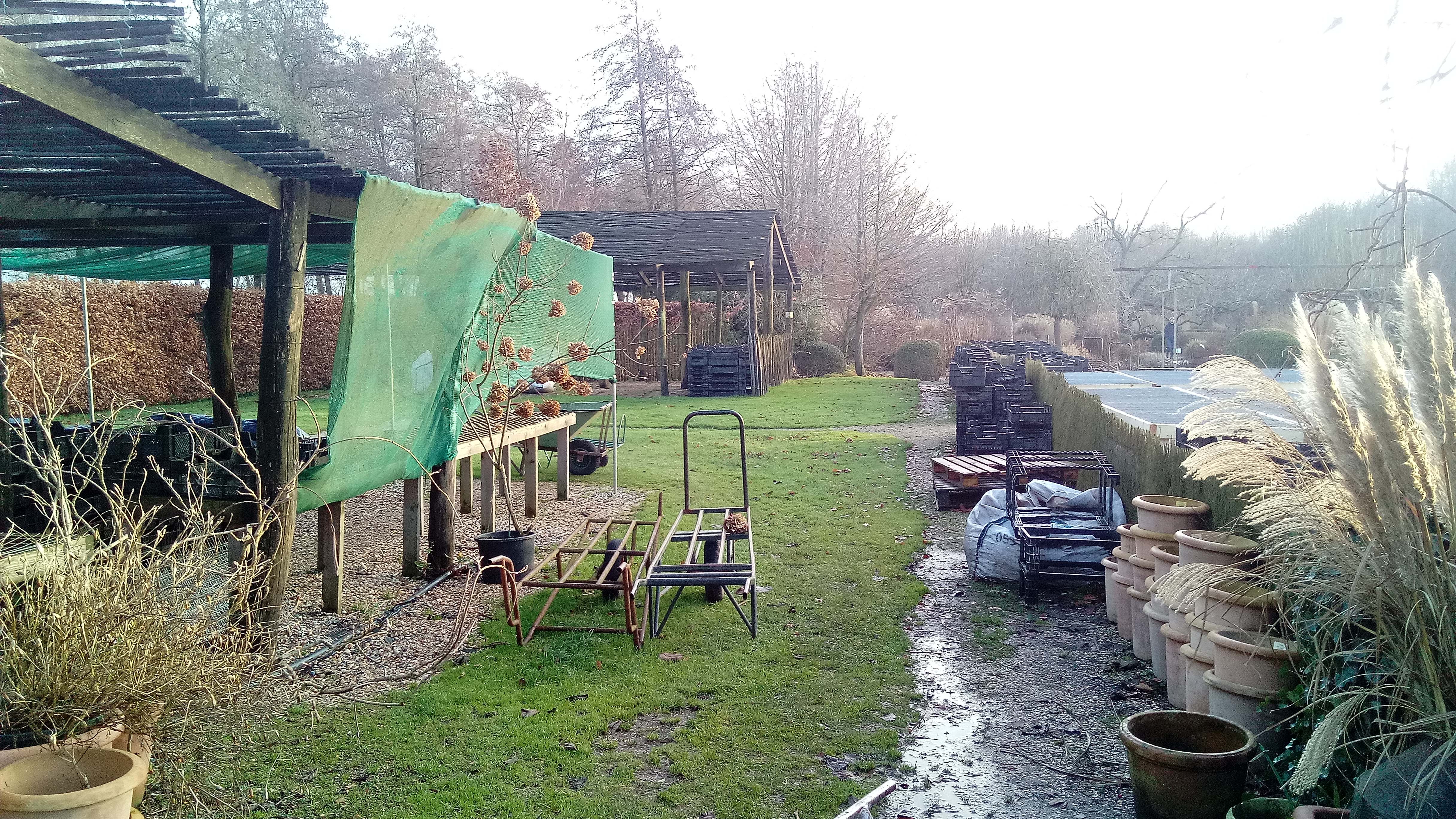
Ринок
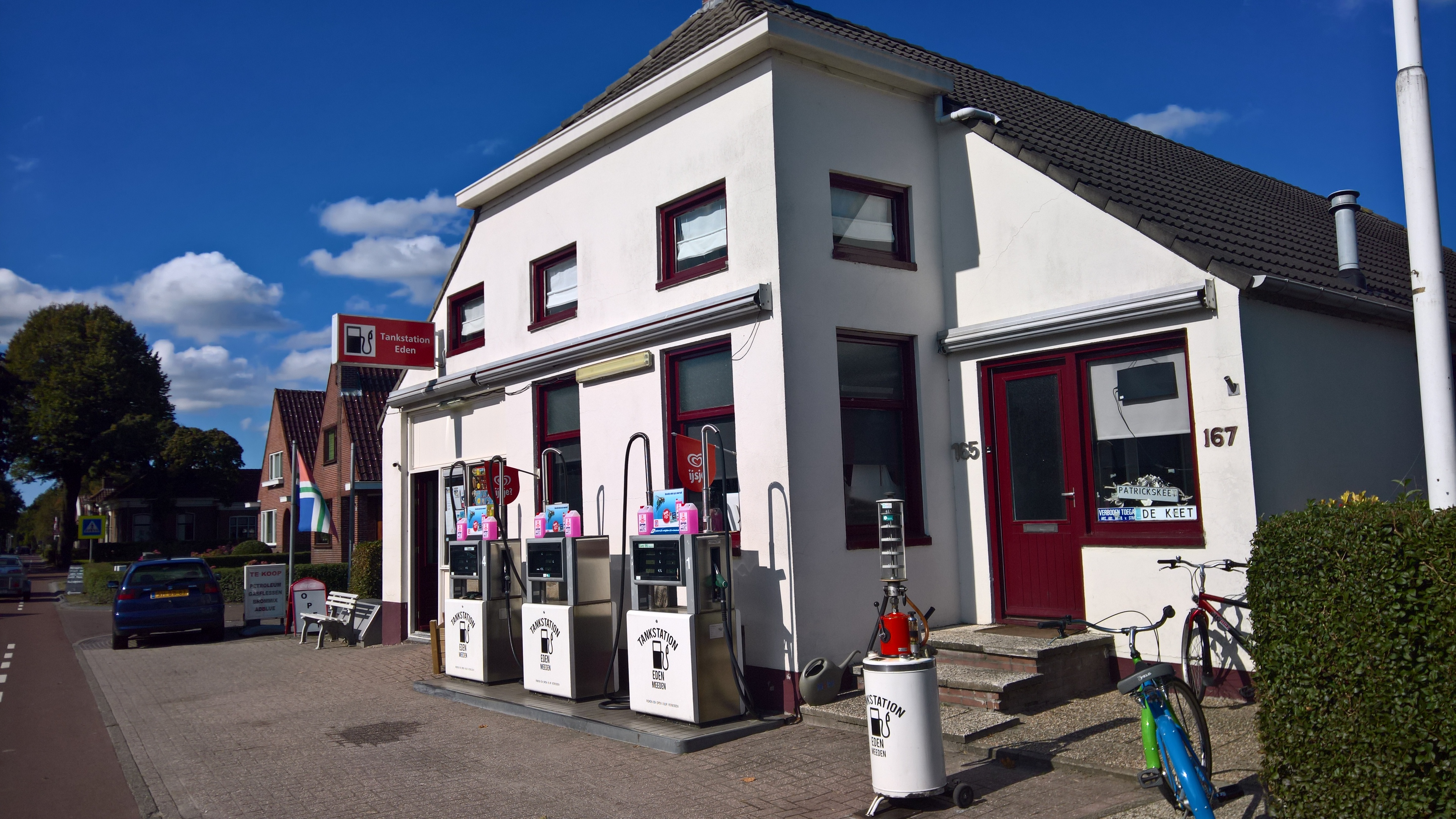
Заправна станція